# Renaud Papillon Paravel
 (octobre 2024).
Si vous disposez d'ouvrages ou d'articles de référence ou si vous connaissez des sites web de qualité traitant du thème abordé ici, merci de compléter l'article en donnant les références utiles à sa vérifiabilité et en les liant à la section « Notes et références ».
Pour les articles homonymes, voir Papillon (homonymie).
Renaud Paravel, dit Renaud Papillon Paravel est un auteur-compositeur-interprète slammeur français, né à Toulouse.

## Musique
Renaud Paravel est avant tout graphiste, photographe et dessinateur. Ses arrangements musicaux font souvent appel au collage, aux samples, mélangeant des sons électroniques à des sons acoustiques. Tous les styles s'y retrouvent : samples electro, rythmiques funk, rap, trip hop, bruitages concrets. Ses textes, lus, récités, ou scandés, inscrivent cet artiste dans la lignée des chanteurs gainsbouriens. Ces textes parlent de poésie, d'imagination, de frustrations, de sexe, de petites choses, de manière crue, souvent teinté d'humour cynique, au second degré, et d'auto-dérision.
Il a produit le chanteur Cazoul, paysan béarnais de 64 ans faisant des reprises d'Alain Bashung, de Francis Cabrel, Renaud, Johnny Hallyday ou Pascal Obispo.

## Biographie
La partie de son pseudonyme Papillon, en référence au dernier ours des Pyrénées, et le contenu de ses chansons, témoignent d'une certaine préoccupation pour l'âge adulte de l'homme, qui selon sa vision, reste fragile « comme un papillon ». On parle aussi de référence au livre de Georges Charrière, au bassiste du groupe Triangle, au film de Steve McQueen. Renaud Papillon Paravel joue beaucoup sur l'iconographie relative aux Amérindiens d'Amérique du Nord, avec ses totems et ses ours.
Fasciné par la mer il a quitté Toulouse pour rejoindre les Corbières.
Le 24 janvier 2011, il publie un album et fait la première partie de Zazie à l'Olympia.

## Discographie
- 2001 : La Surface de réparation (Original Motion Picture Soundtrack of My Bizarre Life)

Premier album autoproduit sorti en juin 2001. Découvert et signé par BMG, il ressort en 2002 et est d'abord diffusé sur Radio Nova à travers son single J'aime Tonku, un opus inclassable et original. Cet album a été nommé au Prix Constantin.
- 2004 : Subliminable

Double album qui finit par deux reprises : l'une, de Nino Ferrer (La Rua Madureira) ; et l'autre, de ZZ Top (La Grange). Le single choisi est Le Chanteur bien cuit où  Renaud Papillon Paravel raille la musique commerciale et les faiseurs de tubes (y sont cités Pascal Obispo, Céline Dion, Jean-Jacques Goldman, et Johnny Hallyday).
- 2008 : Au sommet de son arbre

Album autoproduit. Avant sa sortie en février, une souscription a été mise en place sur le site de l'album Sur la branche pour aider à son lancement.
- 2011 : Écris ça quelque part
- 2015 : La langue de la bestiole[1]

### Participation
- 2010 : Za7ie, duo avec Zazie sur le titre Je te tiens, sur le mini album Collectif